# 마위안
마위안(중국어 간체자: 马原, 정체자: 馬原, 병음: Mǎ Yuán, 1953년 ~ )은 중국의 소설가, 화가이다. "마위안, 위화, 수퉁, 거페이, 훙펑"을 선봉파 오호장이라 부른다.

## 인생
랴오닝성 진저우시 출신이며 어린 시절에는 농부로 일했다. 1982년에 랴오닝 대학 중국어학과를 졸업한 이후에 티베트 자치구의 티베트 텔레비전에서 기자와 편집인으로 활동했다.
마위안은 티베트에서 랴오닝성으로 돌아온 뒤 랴오닝성 작가 협회 회원으로 활동했다. 2000년에는 퉁지 대학에서 강의 활동을 시작했다.

## 작품 스타일
마위안의 소설은 '이야기의 함정', "내용의 형식'을 갖춘 중국 소설의 새로운 작풍을 띠고 있다. 마위안은 소설에 대한 자신의 관점을 "소설은 죽었고 소설의 전통적인 의미는 죽었다."라고 평가했다.